# 鯉名の銀平 (1961年の映画)
『鯉名の銀平』（こいなのぎんぺい）は、1961年8月27日に大映が配給した、長谷川伸の戯曲を基にした田中徳三監督による股旅時代劇映画で、主演は市川雷蔵。それまでにも数度の映画化がある。

## あらすじ
かつてやくざ一家に属していた、鯉名の銀平と爪木の卯之吉、今は揃って船大工として働いている。同じ女を好きになるが、女は卯之吉と祝言をあげる。銀平は、卯之吉がやくざに襲われている所を助けると、下田の町から姿を消す。そして4年の月日が流れ、鯉名が再び下田の町へと戻ってくる。

## 配役
- 市川雷蔵 : 鯉名の銀平
- 中村玉緒 : お市
- 成田純一郎 : 爪木の卯之吉
- 大辻伺郎 : 徳三郎
- 名和宏 : 黒目の又五郎
- 石黒達也 : 五兵衛
- 荒木忍 : 大鍋の島太郎
- 水原浩一 : 岩角の多治郎
- 市川謹也 : 洞窟の作蔵
- 寺島貢 : 渋谷の百助
- 玉置一恵 : 三五郎
- 安部徹 : 帆立の丑松
- 香川良介 : 江波太十郎
- 沖時男[5]：熊の九郎蔵

## スタッフ
- 監督 : 田中徳三
- 企画 : 高森富夫
- 撮影 : 武田千吉郎
- 美術 : 太田誠一
- 音楽 : 斎藤一郎
- 編集 :  山田弘
- 脚本 :  犬塚稔

## 併映作品
- 『雑婚時代』: 田中重雄